# جان شارپ ویلیامز
جان شارپ ویلیامز (به انگلیسی: John Sharp Williams) سناتور سابق عضو حزب دموکرات ایالات متحده آمریکا بود. وی در سال ۱۹۱۱ تا ۱۹۲۳ میلادی سناتور ایالت دلاویر در سنای ایالات متحده آمریکا بود.